# 第二次蘇貞昌內閣
第二次蘇貞昌內閣（簡稱蘇內閣）是2019年1月14日至2023年1月31日期間，由時任行政院院長蘇貞昌領導的中華民國內閣，為蔡英文政府的第3任內閣、同時也是任期最長的內閣。定調為「接地氣、衝經濟內閣」。
2018年11月24日，民主進步黨於九合一選舉失利，未能獲得多數縣市的執政權，時任行政院院長賴清德向總統蔡英文請辭獲慰留。2019年1月10日，賴清德以行政院總預算案通過為由請辭獲准，隔日內閣總辭；同月14日，由第二次蘇貞昌內閣接替賴清德內閣。
2022年11月26日，民進黨再度於九合一選舉失利，未能獲得多數縣市的執政權，時任行政院院長蘇貞昌向總統蔡英文請辭獲慰留。2023年1月19日，中央政府總預算案完成審議，蘇貞昌再次請辭，並於同月30日率全體閣員總辭；同月31日，由陳建仁內閣接替第二次蘇貞昌內閣。

## 概述
2018年11月24日，民進黨於九合一選舉失利，未能獲得多數縣市的執政權，時任行政院院長賴清德向總統蔡英文請辭，經過一日的懇談，25日賴清德表示接受蔡英文慰留。2019年1月10日，行政院總預算案通過，賴清德再次向蔡英文請辭，隨後獲准。1月11日，賴清德內閣總辭，蔡英文宣布行政院院長一職由蘇貞昌接任，並且訂於1月14日進行交接，為蘇貞昌在第一次蘇貞昌內閣之後第二次組閣，也使蘇貞昌成為民進黨兩次執政時期均擔任過行政院院長的第一人。
因應蔡英文於2020年中華民國總統選舉成功連任，蘇貞昌內閣改組，時任國發會主委陳美伶、科技部部長陳良基、文化部部長鄭麗君、僑委會委員長吳新興均不續任，此次內閣成員僅有2名女性，女性閣員比例下滑至4.76%，創下至1989年李煥內閣（當年女性比例為5%）任用首位女性閣員郭婉容部長，以來的新低。5月19日，行政院公布內閣改組名單，新任改組內閣次日上任。
2022年11月26日，民進黨於縣市長選舉失利，未能獲得多數縣市的執政權，蘇貞昌向蔡英文請辭，獲總統慰留暫留職位。隔年1月19日，中央政府總預算案完成審議，蘇貞昌再次請辭，待新的閣揆定案後將率全體閣員總辭。27日，總統府正式宣布由前副總統陳建仁接任行政院長，並於31日辦理交接；而蘇貞昌內閣則於30日總辭。

## 內閣組成

### 內閣成員
| 頭銜                             | 肖像 | 姓名                             | 就任日期       | 副部會首長                                                                      | 備註                                                 |
| -------------------------------- | ---- | -------------------------------- | -------------- | ------------------------------------------------------------------------------- | ---------------------------------------------------- |
| 行政院院長                       |      | 蘇貞昌 · （ 民主進步黨）         | 2019年1月14日  | 不適用                                                                          |                                                      |
| 行政院副院長                     |      | 沈榮津 （無黨籍）                | 2020年6月20日  |                                                                                 |                                                      |
| 行政院秘書長                     |      | 李孟諺 （無黨籍）                | 2019年1月14日  | 政務副秘書長：何佩珊 · （ 民主進步黨） · 常務副秘書長：李國興（無黨籍）         |                                                      |
| 政務委員                         |      | 林萬億 · （ 民主進步黨）         | 2016年5月20日  | 不適用                                                                          | 林全內閣續任                                         |
| 政務委員                         |      | 張景森 （無黨籍）                | 2016年5月20日  | 林全內閣續任 兼任行政院金馬聯合服務中心主任                                     |                                                      |
| 政務委員                         |      | 鄧振中 （無黨籍）                | 2016年8月9日   | 林全內閣續任 兼任行政院經貿談判辦公室總代表                                     |                                                      |
| 政務委員                         |      | 羅秉成 （無黨籍）                | 2017年9月20日  | 賴清德內閣續任 兼任行政院發言人                                                 |                                                      |
| 政務委員                         |      | 吳澤成 （無黨籍）                | 2017年11月6日  | 賴清德內閣續任 兼任行政院公共工程委員會主任委員                                 |                                                      |
| 政務委員                         |      | 龔明鑫 （無黨籍）                | 2019年1月14日  | 兼任國家發展委員會主任委員                                                      |                                                      |
| 政務委員                         |      | 黃致達 · （ 民主進步黨）         | 2020年5月20日  |                                                                                 |                                                      |
| 政務委員                         |      | 吳政忠 （無黨籍）                | 2022年7月27日  | 兼任國家科學及技術委員會主任委員                                                |                                                      |
| 內政部部長                       |      | 花敬群（代理） · （ 民主進步黨） | 2022年12月7日  | 政務次長：花敬群（ 民主進步黨）、陳宗彥（ 民主進步黨） · 常務次長：吳堂安       |                                                      |
| 外交部部長                       |      | 吳釗燮 · （ 民主進步黨）         | 2018年2月26日  | 政務次長：田中光、蔡明彥 常務次長：俞大㵢                                       | 賴清德內閣續任                                       |
| 國防部部長                       |      | 邱國正 （無黨籍）                | 2021年2月23日  | 軍政副部長：柏鴻輝 軍備副部長：王信龍 參謀總長：陳寶餘 常務次長：房茂宏、黃佑民 |                                                      |
| 財政部部長                       |      | 阮清華（代理） （無黨籍）        | 2022年12月26日 | 政務次長：莊翠雲、阮清華 常務次長：李慶華                                       |                                                      |
| 教育部部長                       |      | 潘文忠 · （ 民主進步黨）         | 2019年1月14日  | 政務次長：劉孟奇、蔡清華 常務次長：林騰蛟                                       |                                                      |
| 法務部部長                       |      | 蔡清祥 （無黨籍）                | 2018年7月16日  | 政務次長：陳明堂、蔡碧仲 常務次長：林錦村                                       | 賴清德內閣續任                                       |
| 經濟部部長                       |      | 王美花 （無黨籍）                | 2020年6月20日  | 政務次長：曾文生（ 民主進步黨）、陳正祺 · 常務次長：林全能                      | 尚未改造之部會                                       |
| 交通部部長                       |      | 王國材 （無黨籍）                | 2021年4月20日  | 政務次長：陳彥伯、胡湘麟 常務次長：祁文中                                       | 尚未改造之部會                                       |
| 文化部部長                       |      | 李永得 · （ 民主進步黨）         | 2020年5月20日  | 政務次長：蕭宗煌、李靜慧 常務次長：李連權                                       |                                                      |
| 衛生福利部部長                   |      | 薛瑞元 · （ 民主進步黨）         | 2022年7月18日  | 政務次長：李麗芬（ 民主進步黨）、王必勝 · 常務次長：石崇良                      |                                                      |
| 勞動部部長                       |      | 許銘春 · （ 民主進步黨）         | 2018年2月26日  | 政務次長：王尚志、王安邦（ 民主進步黨） · 常務次長：陳明仁                      | 賴清德內閣續任                                       |
| 數位發展部部長                   |      | 唐鳳 （無黨籍）                  | 2022年8月27日  | 政務次長：闕河鳴、李懷仁（ 民主進步黨） · 常務次長：葉寧                        |                                                      |
| 國家科學及技術委員會主任委員     |      | 吳政忠 （無黨籍）                | 2022年7月27日  | 政務副主任委員：林敏聰、陳儀莊 常務副主任委員：陳宗權                           | 政務委員兼任                                         |
| 行政院農業委員會主任委員         |      | 陳吉仲 （無黨籍）                | 2018年12月4日  | 政務副主任委員：陳添壽、黃金城 常務副主任委員：陳駿季                           | 尚未改造之部會                                       |
| 行政院環境保護署署長             |      | 張子敬 （無黨籍）                | 2019年1月14日  | 政務副署長：蔡鴻德 常務副署長：沈志修                                           | 尚未改造之部會                                       |
| 國家發展委員會主任委員           |      | 龔明鑫 （無黨籍）                | 2020年5月20日  | 政務副主任委員：游建華、施克和（ 民主進步黨） · 常務副主任委員：高仙桂          | 政務委員兼任                                         |
| 大陸委員會主任委員               |      | 邱太三 · （ 民主進步黨）         | 2021年2月23日  | 政務副主任委員：邱垂正（ 民主進步黨）、吳美紅 · 常務副主任委員：李麗珍          |                                                      |
| 金融監督管理委員會主任委員       |      | 黃天牧 （無黨籍）                | 2020年5月20日  | 政務副主任委員：蕭翠玲 常務副主任委員：邱淑貞                                   |                                                      |
| 海洋委員會主任委員               |      | 周美伍（代理） （無黨籍）        | 2022年9月2日   | 政務副主任委員：周美伍 常務副主任委員：（暫缺）                                 |                                                      |
| 僑務委員會委員長                 |      | 童振源 · （ 民主進步黨）         | 2020年5月20日  | 政務副委員長：徐佳青（ 民主進步黨） · 常務副委員長：呂元榮                      |                                                      |
| 國軍退除役官兵輔導委員會主任委員 |      | 馮世寬 （無黨籍）                | 2019年8月5日   | 政務副主任委員：李文忠（ 民主進步黨）、姜振中 · 常務副主任委員：吳志揚          |                                                      |
| 原住民族委員會主任委員           |      | 夷將·拔路兒 · （ 民主進步黨）    | 2016年5月20日  | 政務副主任委員：谷縱·喀勒芳安、林碧霞 常務副主任委員：鍾興華                    | 林全內閣續任                                         |
| 客家委員會主任委員               |      | 楊長鎮 · （ 民主進步黨）         | 2020年5月20日  | 政務副主任委員：鍾孔炤（ 民主進步黨） · 常務副主任委員：范佐銘                  |                                                      |
| 中央選舉委員會主任委員           |      | 李進勇 · （ 民主進步黨）         | 2019年6月3日   | 副主任委員：陳朝建（無黨籍）                                                    | 任期制獨立機關，不受內閣改組影響                     |
| 公平交易委員會主任委員           |      | 李鎂 （無黨籍）                  | 2021年2月1日   | 副主任委員：陳志民（無黨籍）                                                    | 任期制獨立機關，不受內閣改組影響                     |
| 國家通訊傳播委員會主任委員       |      | 陳耀祥 （無黨籍）                | 2019年5月30日  | 副主任委員：翁柏宗（無黨籍）                                                    | 任期制獨立機關，不受內閣改組影響                     |
| 中央銀行總裁                     |      | 楊金龍 （無黨籍）                | 2018年2月26日  | 副總裁：嚴宗大、陳南光                                                          | 依《中央銀行法》為任期制類獨立機關，不受內閣改組影響 |
| 行政院原子能委員會主任委員       |      | 張靜文（代理） （無黨籍）        | 2023年1月11日  | 政務副主任委員：張靜文 常務副主任委員：劉文忠                                   | 尚未改造之部會                                       |
| 行政院公共工程委員會主任委員     |      | 吳澤成 （無黨籍）                | 2017年11月23日 | 政務副主任委員：顏久榮                                                          | 賴清德內閣續任 政務委員兼任 尚未改造之部會           |
| 行政院主計總處主計長             |      | 朱澤民 （無黨籍）                | 2016年5月20日  | 政務副主計長：蔡鴻坤 常務副主計長：陳慧娟                                       | 林全內閣續任                                         |
| 行政院人事行政總處人事長         |      | 蘇俊榮 （無黨籍）                | 2022年2月11日  | 政務副人事長：李秉洲 常務副人事長：懷敍                                         |                                                      |
| 國立故宮博物院院長               |      | 吳密察 · （ 民主進步黨）         | 2019年2月13日  | 政務副院長：黃永泰 常務副院長：余佩瑾                                           |                                                      |
| 行政院發言人                     |      | 羅秉成 （無黨籍）                | 2021年2月18日  | 政務副發言人：（暫缺）                                                          | 政務委員兼任                                         |

## 內閣成員變動

### 首長變動
| 內閣首長變動                     | 內閣首長變動 | 內閣首長變動   | 內閣首長變動   | 內閣首長變動   | 內閣首長變動             | 內閣首長變動                         |
| 頭銜                             | 肖像         | 姓名           | 就任日期       | 離任日期       | 繼任                     | 備註                                 |
| -------------------------------- | ------------ | -------------- | -------------- | -------------- | ------------------------ | ------------------------------------ |
| 國家通訊傳播委員會主任委員       |              | 詹婷怡         | 2016年8月1日   | 2019年4月2日   | 陳耀祥                   |                                      |
| 國軍退除役官兵輔導委員會主任委員 |              | 邱國正         | 2018年2月26日  | 2019年7月23日  | 馮世寬                   | 升任國家安全局局長                   |
| 文化部部長                       |              | 鄭麗君         | 2016年5月20日  | 2020年5月19日  | 李永得                   | 轉任中華文化總會副會長               |
| 科技部部長                       |              | 陳良基         | 2017年2月8日   | 2020年5月19日  | 吳政忠                   |                                      |
| 國家發展委員會主任委員           |              | 陳美伶         | 2017年9月8日   | 2020年5月19日  | 龔明鑫                   |                                      |
| 金融監督管理委員會主任委員       |              | 顧立雄         | 2017年9月8日   | 2020年5月19日  | 黃天牧                   | 升任國家安全會議秘書長               |
| 僑務委員會委員長                 |              | 吳新興         | 2016年5月20日  | 2020年5月19日  | 童振源                   | 轉任考試院考試委員                   |
| 客家委員會主任委員               |              | 李永得         | 2016年5月20日  | 2020年5月19日  | 楊長鎮                   | 轉任文化部部長                       |
| 行政院發言人                     |              | 谷辣斯·尤達卡  | 2018年7月16日  | 2020年5月19日  | 丁怡銘                   | 升任總統府發言人                     |
| 行政院副院長                     |              | 陳其邁         | 2019年1月14日  | 2020年6月19日  | 沈榮津                   | 參選2020年高雄市市長補選，後順利當選 |
| 經濟部部長                       |              | 沈榮津         | 2017年8月15日  | 2020年6月19日  | 王美花                   | 升任行政院副院長                     |
| 行政院發言人                     |              | 丁怡銘         | 2020年5月20日  | 2020年11月15日 | 羅秉成                   | 轉任行政院機要顧問                   |
| 公平交易委員會主任委員           |              | 黃美瑛         | 2017年2月1日   | 2021年1月31日  | 李鎂                     |                                      |
| 國防部部長                       |              | 嚴德發         | 2018年2月26日  | 2021年2月22日  | 邱國正                   | 轉任國家安全會議諮詢委員             |
| 大陸委員會主任委員               |              | 陳明通         | 2018年3月19日  | 2021年2月22日  | 邱太三                   | 升任國家安全局局長                   |
| 交通部部長                       |              | 林佳龍         | 2019年1月14日  | 2021年4月19日  | 王國材                   | 轉任無任所大使                       |
| 促進轉型正義委員會主任委員       |              | 楊翠           | 2018年10月15日 | 2021年5月30日  | 副主任委員葉虹靈（代理） |                                      |
| 行政院人事行政總處人事長         |              | 施能傑         | 2016年5月20日  | 2022年2月10日  | 蘇俊榮                   |                                      |
| 促進轉型正義委員會主任委員       |              | 葉虹靈（代理） | 2021年5月31日  | 2022年5月30日  | 解散                     |                                      |
| 政務委員                         |              | 郭耀煌         | 2020年10月5日  | 2022年5月31日  | 不適用                   |                                      |
| 衛生福利部部長                   |              | 陳時中         | 2017年2月7日   | 2022年7月17日  | 薛瑞元                   | 參選2022年台北市市長選舉但最後落選   |
| 科技部部長                       |              | 吳政忠         | 2020年5月20日  | 2022年7月26日  | 吳政忠                   | 科技部改組成國家科學及技術委員會     |
| 政務委員                         |              | 唐鳳           | 2016年10月1日  | 2022年8月26日  | 不適用                   | 轉任數位發展部部長                   |
| 海洋委員會主任委員               |              | 李仲威         | 2019年1月14日  | 2022年9月1日   | 管碧玲                   |                                      |
| 內政部部長                       |              | 徐國勇         | 2018年7月16日  | 2022年12月7日  | 林右昌                   |                                      |
| 財政部部長                       |              | 蘇建榮         | 2018年7月16日  | 2022年12月25日 | 莊翠雲                   | 轉任臺灣金融研訓院董事長             |
| 行政院原子能委員會主任委員       |              | 謝曉星         | 2016年5月20日  | 2023年1月11日  | 張靜文                   | 涉及性騷擾遭免職                     |

### 副首長異動
| 內閣副首長異動                         | 內閣副首長異動 | 內閣副首長異動                 | 內閣副首長異動 | 內閣副首長異動 | 內閣副首長異動                     | 內閣副首長異動                   |
| 頭銜                                   | 肖像           | 姓名                           | 就任日期       | 離任日期       | 繼任                               | 備註                             |
| -------------------------------------- | -------------- | ------------------------------ | -------------- | -------------- | ---------------------------------- | -------------------------------- |
| 國立故宮博物院常務副院長               |                | 黃永泰                         | 2017年8月17日  | 2019年3月22日  | 余佩瑾                             | 升任國立故宮博物院政務副院長     |
| 內政部常務次長                         |                | 林慈玲                         | 2018年5月24日  | 2019年4月11日  | 邱昌嶽                             |                                  |
| 勞動部政務次長                         |                | 施克和                         | 2017年10月30日 | 2019年4月19日  | 林明裕                             | 轉任總統府副秘書長               |
| 海洋委員會政務副主任委員               |                | 陳陽益                         | 2018年4月28日  | 2019年5月1日   | 蔡清標                             |                                  |
| 文化部政務次長                         |                | 丁曉菁                         | 2016年5月20日  | 2019年5月28日  | 彭俊亨                             | 轉任文化內容策進院董事長         |
| 行政院主計總處政務副主計長             |                | 陳瑞敏                         | 2016年5月20日  | 2019年10月2日  | 蔡鴻坤                             | 轉任監察院審計部審計長           |
| 金融監督管理委員會常務副主任委員       |                | 黃天牧                         | 2013年9月13日  | 2020年5月19日  | 邱淑貞                             | 升任金融監督管理委員會主任委員   |
| 客家委員會政務副主任委員               |                | 楊長鎮                         | 2016年5月20日  | 2020年5月19日  | 鍾孔炤                             | 升任客家委員會主任委員           |
| 原住民族委員會政務副主任委員           |                | 汪明輝（Tibusungu'e Vayayana） | 2016年5月20日  | 2020年5月19日  | 谷縱·喀勒芳安（Qucung Qalavangan） |                                  |
| 科技部政務次長                         |                | 許有進                         | 2017年4月28日  | 2020年5月19日  | 林敏聰                             |                                  |
| 僑務委員會政務副委員長                 |                | 高建智                         | 2018年2月13日  | 2020年5月19日  | 徐佳青                             | 轉任海峽交流基金會副秘書長       |
| 財政部政務次長                         |                | 吳自心                         | 2018年7月26日  | 2020年5月19日  | 阮清華                             | 轉任臺灣期貨交易所董事長         |
| 金融監督管理委員會政務副主任委員       |                | 張傳章                         | 2018年8月20日  | 2020年5月19日  | 許永欽                             | 轉任中華經濟研究院院長           |
| 教育部政務次長                         |                | 范巽綠                         | 2018年9月10日  | 2020年5月19日  | 蔡清華                             | 轉任監察院監察委員               |
| 交通部政務次長                         |                | 黃玉霖                         | 2019年1月14日  | 2020年5月19日  | 陳彥伯                             | 轉任台灣民主基金會執行長         |
| 國家發展委員會政務副主任委員           |                | 郭翡玉                         | 2019年2月15日  | 2020年5月19日  | 游建華                             |                                  |
| 勞動部政務次長                         |                | 林明裕                         | 2019年5月13日  | 2020年5月19日  | 王安邦                             | 轉任桃園市政府教育局局長         |
| 外交部政務次長                         |                | 謝武樵                         | 2018年4月30日  | 2020年6月11日  | 曾厚仁                             | 轉任中華民國駐英國大使           |
| 外交部政務次長                         |                | 徐斯儉                         | 2018年7月16日  | 2020年6月11日  | 田中光                             | 升任國家安全會議副秘書長         |
| 經濟部政務次長                         |                | 王美花                         | 2019年3月20日  | 2020年6月19日  | 陳正祺                             | 升任經濟部部長                   |
| 衛生福利部政務次長                     |                | 何啟功                         | 2016年5月20日  | 2020年8月6日   | 薛瑞元                             |                                  |
| 衛生福利部常務次長                     |                | 薛瑞元                         | 2017年8月1日   | 2020年8月6日   | 石崇良                             | 升任衛生福利部政務次長           |
| 衛生福利部政務次長                     |                | 蘇麗瓊                         | 2019年1月14日  | 2020年8月6日   | 李麗芬                             | 轉任監察院監察委員               |
| 大陸委員會政務副主任委員               |                | 陳明祺                         | 2018年7月2日   | 2020年8月11日  | 吳美紅                             | 升任國家安全會議諮詢委員         |
| 原住民族委員會政務副主任委員           |                | 伊萬·納威（Iwan Nawi）         | 2016年5月20日  | 2020年8月31日  | 林碧霞（Afas．Falah）              | 轉任考試院考試委員               |
| 海洋委員會常務副主任委員               |                | 陳國恩                         | 2019年2月19日  | 2020年10月1日  | 吳美紅                             |                                  |
| 國家發展委員會政務副主任委員           |                | 鄭貞茂                         | 2018年8月1日   | 2020年10月5日  | 施克和                             | 轉任陽明海運公司董事長           |
| 公平交易委員會副主任委員               |                | 彭紹瑾                         | 2017年2月1日   | 2020年10月13日 | 陳志民                             |                                  |
| 行政院原子能委員會政務副主任委員       |                | 吳美玲                         | 2018年9月28日  | 2020年10月29日 | 張靜文                             |                                  |
| 科技部常務次長                         |                | 鄒幼涵                         | 2018年1月9日   | 2020年11月24日 | 陳宗權                             |                                  |
| 海洋委員會政務副主任委員               |                | 莊慶達                         | 2019年3月6日   | 2020年12月31日 | 周美伍                             |                                  |
| 科技部政務次長                         |                | 謝達斌                         | 2018年9月3日   | 2021年1月1日   | 職務改制                           |                                  |
| 文化部政務次長                         |                | 彭俊亨                         | 2019年6月28日  | 2021年2月1日   | 李靜慧                             | 轉任文化內容策進院董事長         |
| 國軍退除役官兵輔導委員會政務副主任委員 |                | 周皓瑜                         | 2019年7月1日   | 2021年2月19日  | 陳曉明                             | 轉任欣桃公司董事長               |
| 交通部政務次長                         |                | 王國材                         | 2016年5月20日  | 2021年4月19日  | 胡湘麟                             | 升任交通部部長                   |
| 行政院常務副秘書長                     |                | 宋餘俠                         | 2014年8月13日  | 2021年4月29日  | 李國興                             |                                  |
| 行政院主計總處常務副主計長             |                | 李國興                         | 2019年10月2日  | 2021年4月29日  | 陳慧娟                             | 升任行政院常務副秘書長           |
| 外交部常務次長                         |                | 曹立傑                         | 2018年9月28日  | 2021年5月10日  | 俞大㵢                             | 轉任中華民國駐阿根廷大使         |
| 勞動部常務次長                         |                | 林三貴                         | 2016年5月20日  | 2021年8月31日  | 陳明仁                             |                                  |
| 金融監督管理委員會政務副主任委員       |                | 許永欽                         | 2020年5月20日  | 2021年8月31日  | 蕭翠玲                             |                                  |
| 行政院人事行政總處政務副人事長         |                | 蘇俊榮                         | 2016年5月20日  | 2022年2月10日  | 李秉洲                             | 升任行政院人事行政總處人事長     |
| 國軍退除役官兵輔導委員會常務副主任委員 |                | 呂嘉凱                         | 2016年11月17日 | 2022年2月23日  | 吳志揚                             |                                  |
| 國軍退除役官兵輔導委員會政務副主任委員 |                | 陳曉明                         | 2021年4月1日   | 2022年3月16日  | 姜振中                             | 轉任欣中天然氣公司總經理         |
| 法務部常務次長                         |                | 張斗輝                         | 2016年5月27日  | 2022年5月19日  | 林錦村                             | 轉任台灣高等檢察署檢察長         |
| 內政部常務次長                         |                | 邱昌嶽                         | 2019年4月11日  | 2022年6月12日  | 吳堂安                             | 轉任行政院顧問                   |
| 衛生福利部政務次長                     |                | 薛瑞元                         | 2020年8月6日   | 2022年7月17日  | 王必勝                             | 升任衛生福利部部長               |
| 科技部政務次長                         |                | 林敏聰                         | 2020年5月20日  | 2022年7月26日  | 林敏聰                             | 科技部改組成國家科學及技術委員會 |
| 科技部常務次長                         |                | 陳宗權                         | 2022年4月29日  | 2022年7月26日  | 陳宗權                             | 科技部改組成國家科學及技術委員會 |
| 外交部政務次長                         |                | 曾厚仁                         | 2020年7月24日  | 2022年8月29日  | 蔡明彥                             | 轉任中華民國駐加拿大大使         |
| 海洋委員會政務副主任委員               |                | 蔡清標                         | 2019年5月31日  | 2022年9月2日   | 洪文玲                             |                                  |

## 任內重大政策
- 2025年核電除役
- 同性婚姻法制化
- 公投法與大選脫鉤
- 振興三倍券
- 防止非洲豬瘟肉品進入臺灣
- 開放進口豬肉的瘦肉精含量和30月齡以上的美國牛肉進口
- 國民法官法
- 振興五倍券
- 放寬日本核災五縣（福島、千葉、茨城、栃木、群馬）食品進口
- 科技部改組成國家科學及技術委員會
- 新設數位發展部
- 2024年1月1日起恢復徵集1年常備兵役

## 任內事件
- 台灣非洲豬瘟防護
- 2019年中華航空機師罷工事件
- 2019年長榮航空空服員罷工事件
- 國安局私菸案
- 南方澳大橋斷裂事故
- 陳同佳送台案
- 嚴重特殊傳染性肺炎臺灣疫情
- 2020年黑鷹直升機墜毀事故
- 長榮大學外籍女學生命案
- 中天新聞台不予換照事件
- 2021年太魯閣列車出軌事故
- 2021年興達發電廠停機事故
- 2021年中華民國全國疫情第三級警戒
- 高雄城中城大樓火災
- 2021年中華民國全國性公民投票
- 2022年興達發電廠停機事故
- 2022年臺灣鐵路工會依法休假事件
- 2022年中華民國空軍AIDC AT-3墜毀事故
- 東南亞跨國人口販賣
- 2022年環台軍事演練
- 數位中介服務法爭議事件
- 台南殺警案
- 2022年台東地震
- 2022年中華民國憲法修正案